# Szent Péter és Pál apostolok fatemplom (Kiskossó)
A kiskossói Szent Péter és Pál apostolok fatemplom műemlékké nyilvánított épület Romániában, Temes megyében. A romániai műemlékek jegyzékében az  TM-II-m-B-06211 sorszámon szerepel.

## Leírása
A fatemplomot kívül-belül vakolat borítja; a padlózata döngölt föld. A tetőt eredetuleg zsindely fedte, amit az 1960-as években bádogra cseréltek. A tornyot és a pronaosz feletti haranglábat szintén bádoggal borították. Különlegessége a nyugati oldalon elhelyezkedő, kamraszerű tornác, amelyet a földbe vert két masszív tölgyfaoszlop tart.